# Mount Weatherson
Mount Weatherson är ett berg i Antarktis. Det ligger i Östantarktis. Australien gör anspråk på området. Toppen på Mount Weatherson är 1 597 meter över havet.
Terrängen runt Mount Weatherson är huvudsakligen platt, men söderut är den kuperad. Trakten är obefolkad. Det finns inga samhällen i närheten.